# Jan Vladimír Hráský
Jan Vladimír Hráský (24. dubna 1857 Babule, Halič – 12. dubna 1939 Praha) byl český stavební inženýr, hydrolog, balneolog a politik. Byl vysokoškolským profesorem kulturního inženýrství, vodárenství a stokování měst na Císařské a královské české vysoké škole technické v Praze, kde v roce 1900–1901 zastával post rektora.

## Život
Narodil se českým rodičům v haličské obci Babule. Jeho otec pocházel z Nymburska a matka z Poděbrad. Po smrti otce se matka s dětmi vrátila do Poděbrad. V roce 1878 absolvoval obor stavitelství na Císařské a královské české vysoké škole technické v Praze. Poté pracoval u stavební firmy Havel a Hanč na silničních a vodních stavbách a působil jako asistent v Ústavu pro stavitelství vodní a tunelové.

### Lublaň 1884–1897
V roce 1884 byl jmenován městským inženýrem kraňské Lublaně. Zde pracoval na projektech regulačních a melioračních. V roce 1889 byl pověřen stavbou Lublaňské opery. Na tomto projektu spolupracoval s architektem Antonem J. Hrubým z firmy Fellner a Helmer. Opera byla vystavěna v letech 1890–1892. Dále zde projektoval Národní dům v Celji (1895–1896), Gorici a v Terstu a dále Kraňský zemský palác, dnešní budovu rektorátu Univerzity v Lublani (1899–1902). Snažil se rovněž i o kulturní kontakty mezi oběma zeměmi, pomáhal organizovat v Lublani například koncert Františka Ondříčka nebo výstavu Antonína Chittussiho.

### Profesorem ČVUT
V roce 1897 byl jmenován profesorem kulturního inženýrství na Císařské a královské české vysoké škole technické v Praze. Založil zde obory balneologie a zřídelnictví. V roce 1900–1901 byl zvolen rektorem ČVUT. Některé jeho konstrukce byly rozšířeny pod jeho jménem (Hráského cisterna, Hráského rychlocez). Do výslužby odešel 1. října 1927.

### Působení v Poděbradech
V letech 1912–1923 byl členem sboru obecních starších a městské rady v Poděbradech. Zasadil se o to, aby město převzalo lázně od knížete Filipa Hohenlohe. Od roku 1919 byl předsedou akciové společnosti, která lázně spravovala. Zasadil se o jejich rozšíření a rozvoj. Dále navrhl městskou vodárnu, kanalizaci a prosazoval zbudování vodní elektrárny. Vodárenské a kanalizační stavby navrhoval pro řadu polabských měst a obcí. Zasazoval se rovněž o stavbu labsko-dunajského kanálu.

### Politické působení
V letech 1901–1902 byl poslancem Českého zemského sněmu za mladočeskou stranu. Uspěl v zemských volbách roku 1901 za kurii městskou, obvod Pardubice. V červnu 1902 se ale uvádí, že na mandát zemského poslance rezignoval. Mezitím proběhly v jeho obvodě v dubnu 1902 doplňovací volby, v nichž Hráský sice kandidoval, ale poslancem se stal starosta Pardubic Antonín Formánek.
Ve volbách do Říšské rady roku 1907 se stal poslancem Říšské rady (celostátní parlament), kam byl zvolen za okrsek Čechy 025. Usedl do poslanecké frakce Český klub. Opětovně byl zvolen za týž obvod i ve volbách do Říšské rady roku 1911 a ve vídeňském parlamentu setrval do zániku monarchie.

### Rodina
Oženil se při pobytu ve Slovinsku 8. ledna 1895 v podhorské vesnici Mojstrana (okres Kraňská Hora) s Marií Kosmačovou (* 1872), s níž měl jedinou dceru Zoricu (* 1902).

### Úmrtí
Zemřel roku 1939 v Praze, pohřben byl na městském hřbitově v Poděbradech.

## Ocenění díla
- Byl jmenován čestným občanem řady měst obcí. V Čechách: Benešov, Nymburk, Poděbrady (1915), Přelouč, Plzeň, Sadská; v Slovinsku: Logatec, Velika Račna a Mala Račna.
- V roce 1927, v předvečer jeho sedmdesátých narozenin, mu byl udělen čestný titul doktora technických věd (RTDr.h.c.) Českého vysokého učení technického v Praze[10].

## Dílo
- 1890–1892 budova Lublaňské opery, Lublaň, spoluautor architekt Anton J. Hrubý z firmy Fellner a Helmer. Na stavbě se podíleli i další čeští umělci: oponu maloval Adolf Liebscher.
- 1895–1896 Národní dům (Narodni dom), Celje
- 1899–1902 Kraňský zemský palác (Kranjski deželni dvorec), Lublaň, od roku 1919 rektorát Univerzity v Lublani, spoluautor arch. Josef Hudetz
- 1900–1904 Technické řešení vodojemu v Nymburku (architektonický návrh Osvald Polívka)[11]
- 1912 projekt vodovodu a vodárny v Poděbradech (projekt vlastní vodárenské věže byl vypracován Františkem Jandou a dokončen v roce 1929)[12]
- 1928 Vodojem v Kolíně (projekt z roku 1928 byl přepracován Františkem Jandou a realizován v roce 1930[13]),
- Vodojemy v Jaroměři, Bělé pod Bezdězem a Pečkách

## Spisy
- Stokování měst, Praha : Spolek posluchačů inženýrství, 1903
- Přednášky o vodárenství (2 díly), 1919
- Hydrologie, Praha : Česká matice technická, 1925
- byl spoluautorem 7. a 8. dílu Technického průvodce pro inženýry a stavitele, Praha : Řivnáč, 1925, kde zpracoval části o vodárenství, stokování, hydrologii a čištění odpadních vod
- Balneotechnika a zřídelnictví, Praha : Spolek posluchačů inženýrského stavitelství vodohospodářského a kulturního, 1929

## Galerie

Realizované stavby
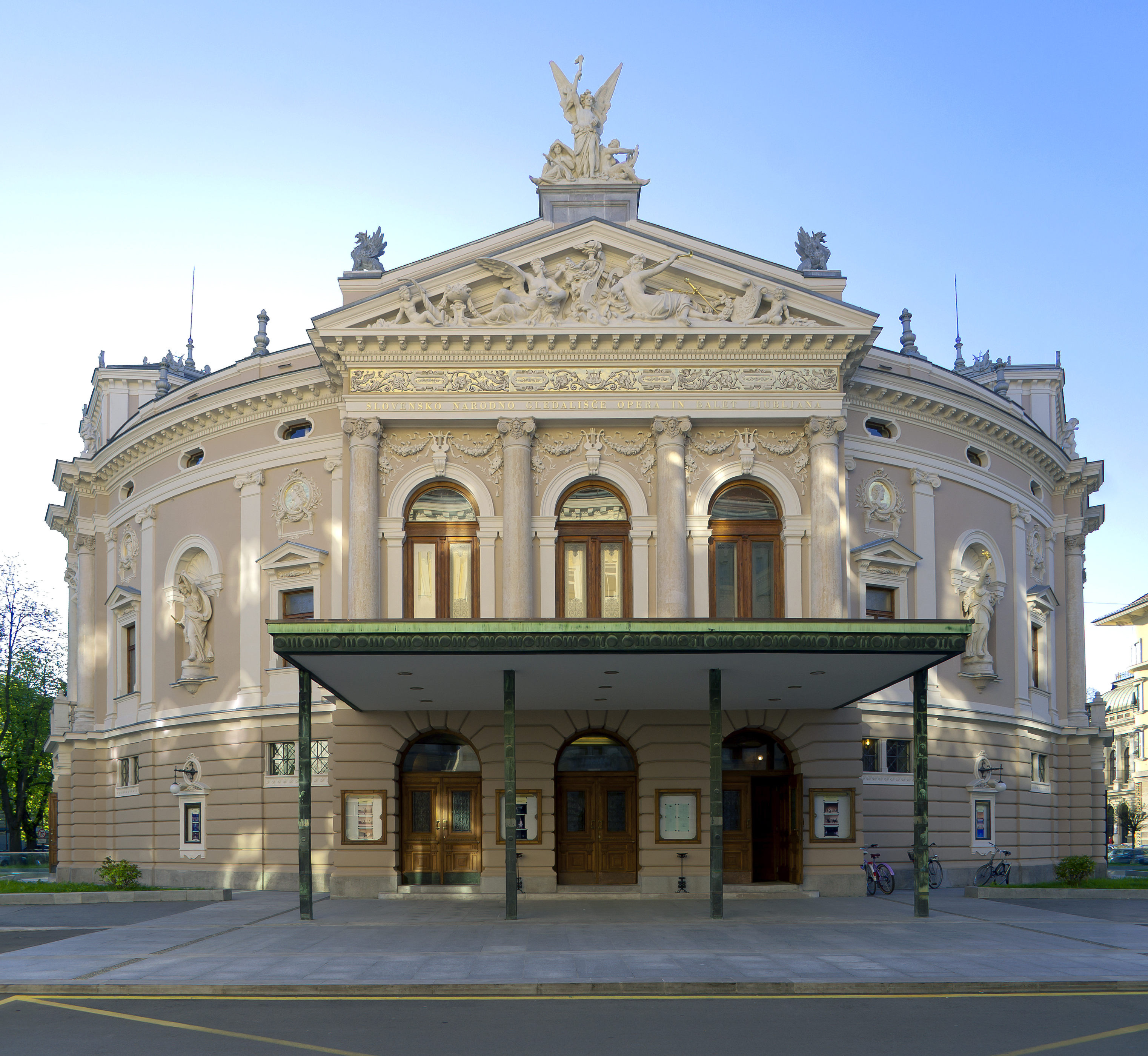
Budova Lublaňské opery, 1890–1892
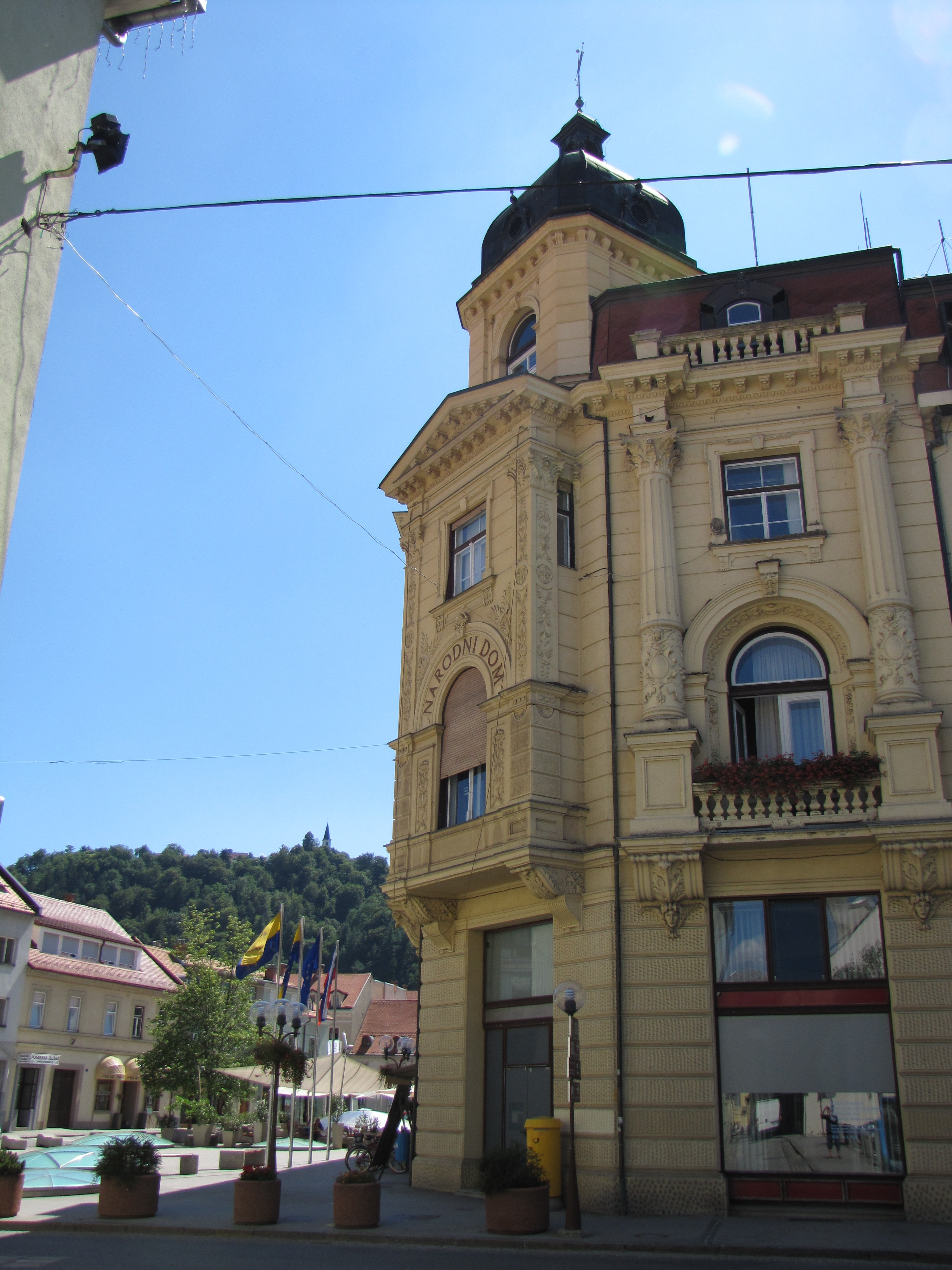
Národní dům, Celje, 1895–1896
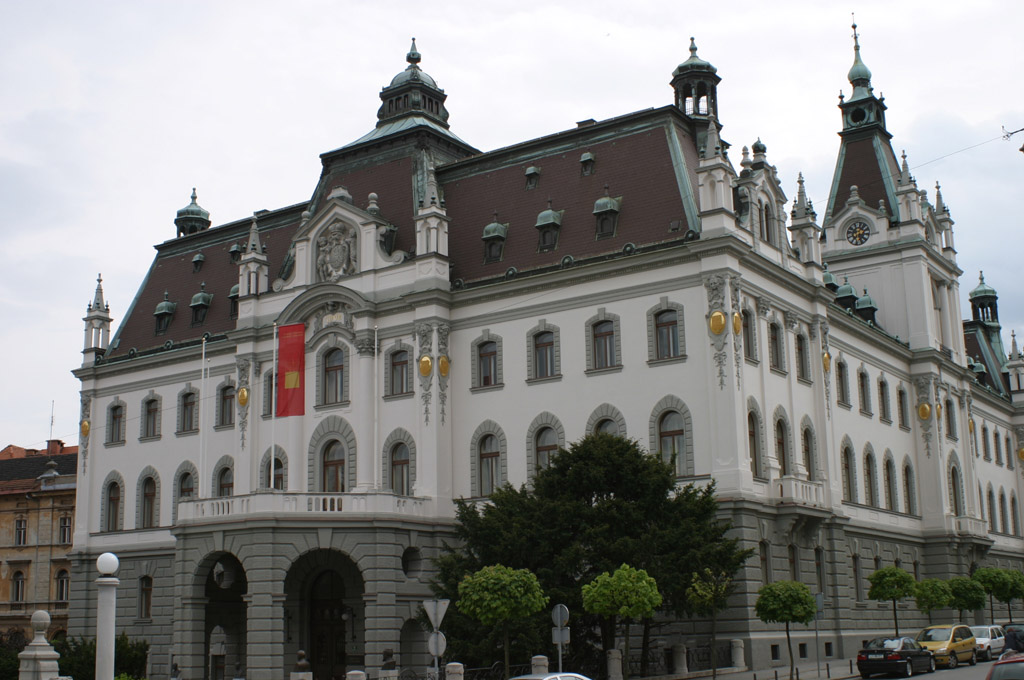
Kraňský zemský palác, dnes sídlo Univerzity v Lublani, Lublaň, 1899–1902
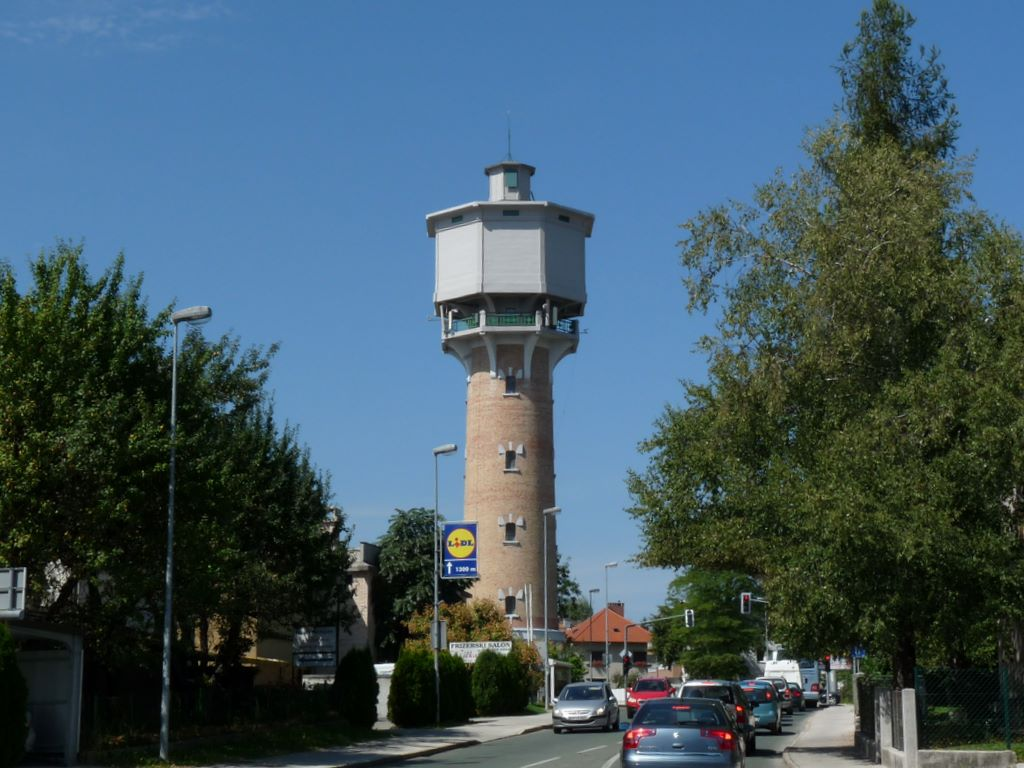
Vodojem v Kranji, návrh 1897, realizace 1908
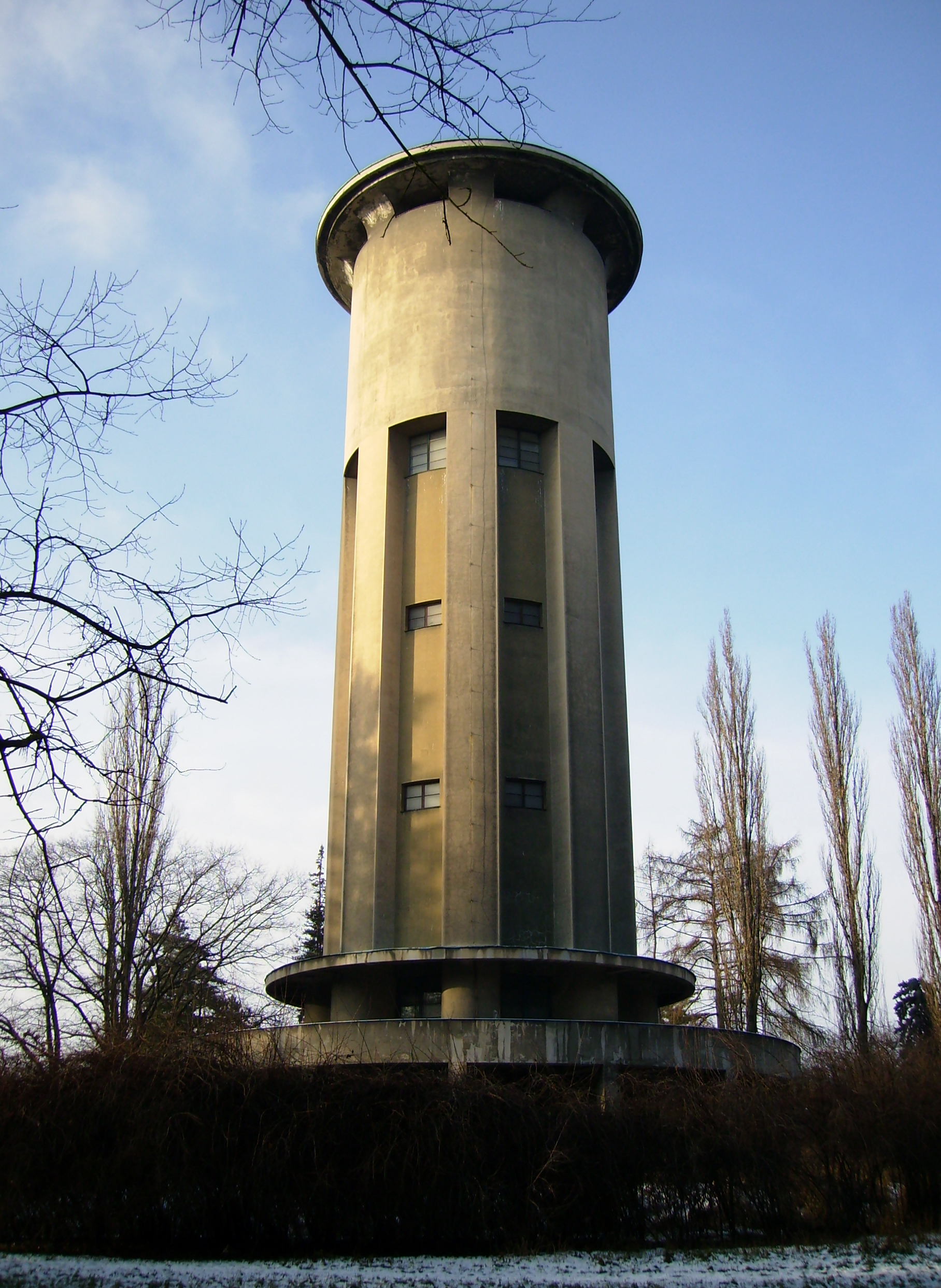
Vodojem v Poděbradech, 1928
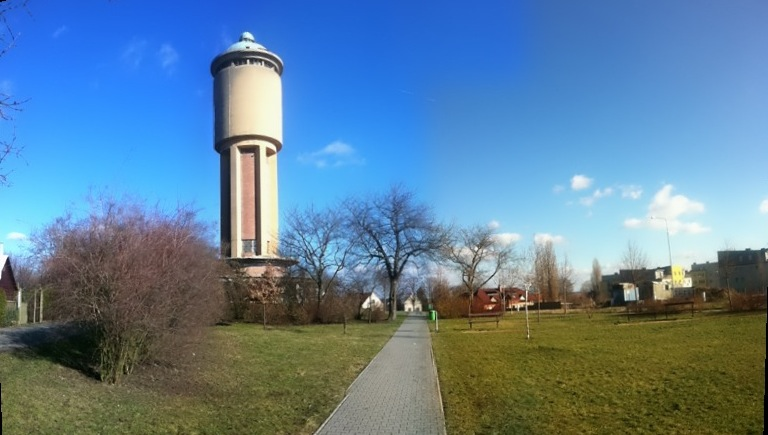
Vodojem v Kolíně, 1928–1930
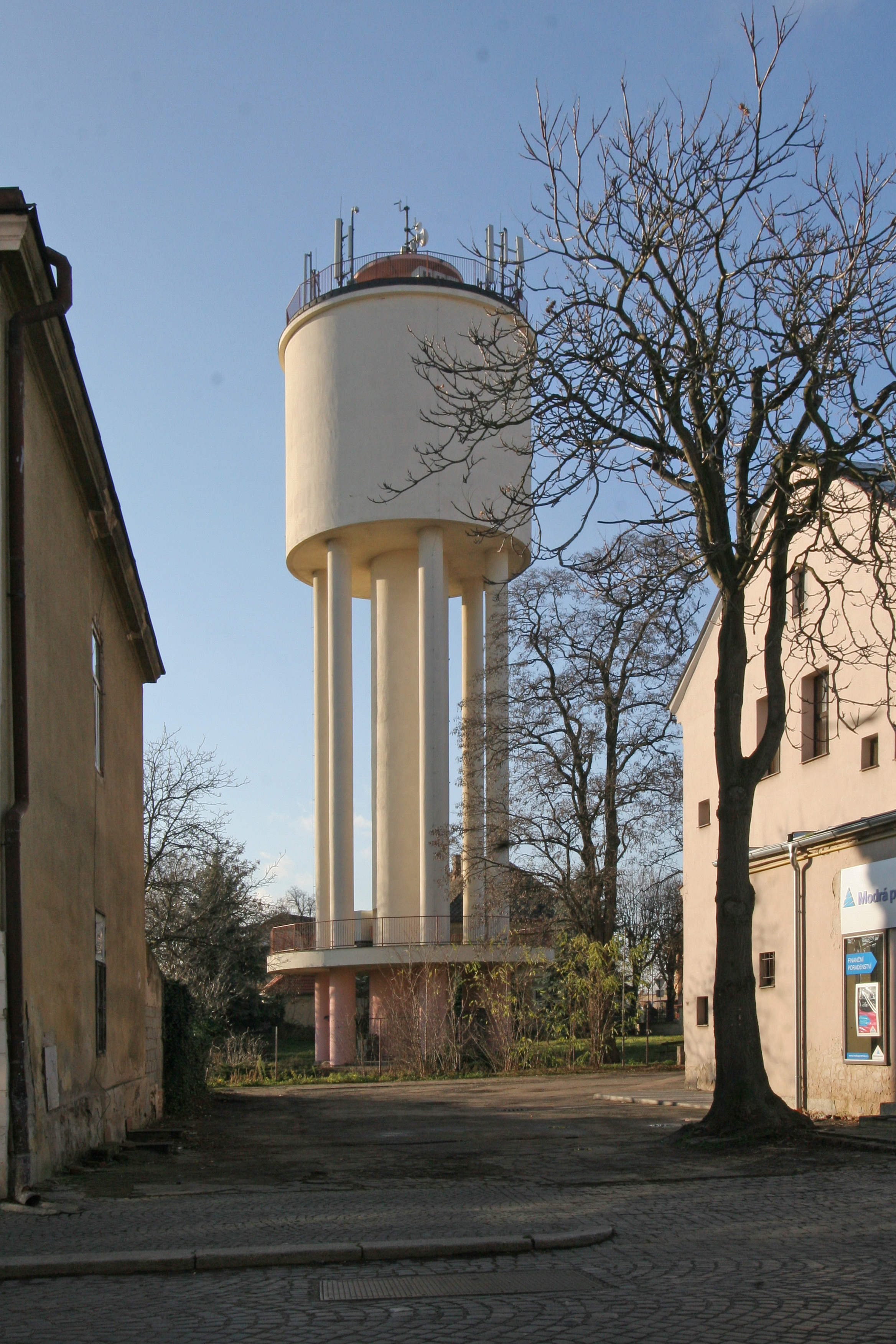
Vodojem v Pečkách